# Stora Tamenkant
Stora Tamenkant, finska: Iso Tammenkanto, är en ö nära Innamo i Nagu,  Finland. Den ligger i Skärgårdshavet i Pargas stad i landskapet Egentliga Finland, i den sydvästra delen av landet. Ön ligger omkring 2 kilometer norr om Innamo, 11 kilometer nordväst om Nagu kyrka, 35 kilometer sydväst om Åbo och omkring 180 kilometer väster om Helsingfors. Närmaste allmänna förbindelse är förbindelsebryggan vid Innamo som trafikeras av M/S Falkö.
Öns area är 24,1 hektar och dess största längd är 0,6 kilometer i nord-sydlig riktning. Ön höjer sig omkring 25 meter över havsytan.